# Vida
Vida je žensko osebno ime.

## Slovenska imena
Vidica, Vidka, Gvida, ostala imena: Vidojka, Vidislava, Vidoslava, Vidosavka, Vidosava so prišla k nam s priseljenkami s hrvaškega ali srbskega jezikovnega področja in jih imajo pretežno njihove potomke.

## Izvor
Ime Vida je ženska oblika imena moškega osebnega imena Vid.

## Pogostost imena
Po podatkih Statističnega urada Republike Slovenije je bilo na dan 31. decembra 2007 v Sloveniji število ženskih oseb z imenom Vida: 5.854. Med vsemi ženskimi imeni pa je ime Vida po pogostosti uporabe uvrščeno na 46. mesto.

## Osebni praznik
V koledarju imen je Vida uvrščena k imenu Vido, ki ima god 15. junija.